# 閩繡
閩繡，為中国十大名绣之一。雛形成于唐，臻熟于明清，有一千多年的历史。

## 歷史淵源
福建省城的絲織業在唐代已有一定規模，刺繡手工藝則在五代時期開始出名。閩國建立後，福州設有百工院。南宋福州黃升墓中出土許多繡花珍品。據絲織專家研究，這些絲織品應用的多種技法在今日蘇繡中仍然使用。故在宋代時期的閩繡，在舊時實並不亞於蘇繡。元代，在福州設立官營文繡局。文繡局招募男女兒童學刺繡。後來，擔任福建閩海道知事的官員范槨上書：「文繡局男女混雜」為由，將以撤銷。不過，文繡局雖撤銷，但閩繡的名聲還在。直到明代初年，許多人還到福建省城來採購繡品。

### 現狀
民國年間，福州人向海外遠渡，將傳統的閩繡技藝帶到了臺灣，其中以嚴訓祥的誠福繡莊和林玉泉師承嚴訓祥的光彩繡莊，以及林榕官的南新繡莊為代表的閩繡技藝得以傳承。

## 工藝特色
閩繡的主要特点是配色大膽、在圖案表達上，既簡單又漂亮，主題鮮明。據閩繡傳承人介紹，閩繡有許多精髓之處，如釘線繡、古體龍鱗、萬字花邊等，其中最難的是立體圖案。